# Mixocera frustratoria
Mixocera frustratoria är en fjärilsart som beskrevs av Hans Daniel Johan Wallengren 1863. Mixocera frustratoria ingår i släktet Mixocera och familjen mätare. Inga underarter finns listade i Catalogue of Life.